# Jessica Ellis
Jessica Ellis, es una actriz inglesa, conocida por haber interpretado a Tegan Lomax en la serie Hollyoaks.

## Carrera
En el 2011 apareció como invitada en la popular serie EastEnders donde apareció como Debs.
El 23 de octubre de 2013 se unió al elenco principal de la serie británica Hollyoaks donde interpretó a Tegan Lomax, la hermana de Leela Lomax y Ste Hay, hasta el 26 de octubre del 2018 después de que su personaje sufriera un paro respiratorio mientras intentaban resucitarla luego de que un árbol cayera sobre de ella durante una tormenta.
No debe ser confundida con otra actriz, también llamada Jessica Ellis, que apareció en una campaña publicitaria para Peugeot.

## Filmografía

### Series de televisión
| Año         | Título     | Personaje   | Notas                 |
| ----------- | ---------- | ----------- | --------------------- |
| 2013 - 2018 | Hollyoaks  | Tegan Lomax | 399 episodios         |
| 2011        | EastEnders | Debs        | 2 episodio            |
| 2011        | Doctors    | Tina Leith  | episodio "Liar, Liar" |

### Películas
| Año  | Título          | Personaje | Notas                                                                                  |
| ---- | --------------- | --------- | -------------------------------------------------------------------------------------- |
| 1988 | Double Standard | -         | junto a Robert Foxworth, Michele Greene, Christianne Hirt, James Kee y Pamela Bellwood |